# Albertina Baldi
Albertina Baldi (Rovigo, 16 aprile 1889 – Milano, 30 novembre 1964) è stata una cantante lirica italiana.
Soprano leggero particolarmente attiva nell'interpretare ruoli delle opere di Pietro Mascagni e di Giacomo Puccini, la sua carriera è iniziata sul finire del 1907 al Teatro Ristori di Verona interpretando Oscar ne Un ballo in maschera di Giuseppe Verdi
Fra le sue migliori interpretazioni si ricordano quelle di Santuzza nella Cavalleria rusticana e di Lodoletta nell'omonima opera (entrambe del suo maestro preferito Pietro Mascagni), nonché le sue celebri interpretazioni nel 1916 al Teatro Coliseo di Buenos Aires nel ruolo di Tosca di Giacomo Puccini.
Particolarmente attiva nel periodo 1909-1920 ha interpretato svariati ruoli pucciniani tra  cui la celebre Mimì ne La bohème o quello di Ciò Ciò San nella Madama Butterfly, a partire dal 1932 si è dedicata all'insegnamento del pianoforte e del canto.

## Vita privata
Ha sposato nel 1908 il nobile donnaiolo Giovanni Veltri, suo impresario teatrale, matrimonio dal quale sono nati tre figli Lucia (1911-???), Francesco (1914-1988) e Annamaria Lodoletta (1922-2013). La coppia si separò nel 1932 a causa dei continui tradimenti e della predilezione di Giovanni per il gioco d'azzardo.